# Brama Mariacka
Brama Mariacka – zabytkowa brama wodna Głównego Miasta w Gdańsku. Umiejscowiona jest nad Motławą przy Długim Pobrzeżu, u wylotu ulicy Mariackiej i obok Domu Towarzystwa Przyrodniczego.

## Historia

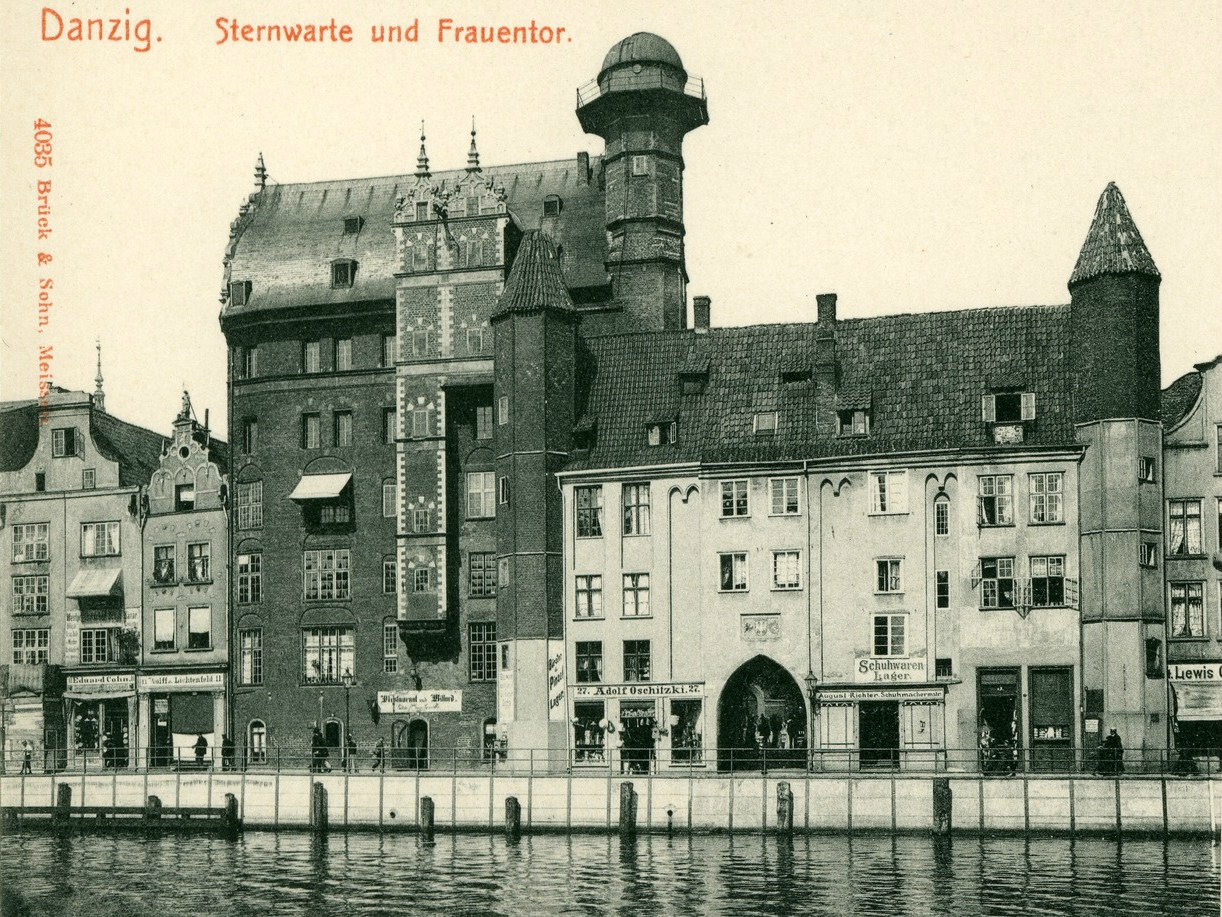
Brama i Dom Towarzystwa Przyrodniczego (po lewej) na początku XX wieku

Brama posiada formy późnogotyckie. Została zbudowana prawdopodobnie w ostatniej ćwierci XV wieku (po raz pierwszy wzmiankowana w 1484), na planie wydłużonego prostokąta o wymiarach około 25 m × 7,3 m, zamykającego wylot ulicy Mariackiej. Od sąsiedniej Bramy Chlebnickiej różni ją większa asymetria oraz bardziej masywne, ośmiokątne wieżyczki flankujące wschodnią elewację. W przyziemiu znajduje się przejazd, nad którym umieszczono herby: od strony Motławy herb Królestwa Polskiego, któremu „kłaniają się” umieszczone po bokach herb Gdańska i herb Prus Królewskich (tzw. pokłon heraldyczny), zaś od strony ulicy Mariackiej herb Gdańska trzymany przez dwa lwy. Elewacje rozczłonkowane są blendami (częściowo podwójnymi), zamkniętymi od góry podwójnym ostrołukiem. Całość nakrywa dach dwuspadowy o kalenicy równoległej do Motławy. Nad przejazdami znajdują się schodkowe szczyty zwieńczone krenelażem, które zostały dodane w trakcie odbudowy bramy po zniszczeniach w 1945 roku.
W XVI wieku brama straciła znaczenie militarne i została przebudowana na mieszkania. Po dość znacznym zniszczeniu w 1945, bramę odbudowano w latach 1958–61 i przeznaczono do użytku Muzeum Archeologicznego. Podczas odbudowy powiązano pomieszczenia w bramie z sąsiednim Domem Towarzystwa Przyrodniczego.
W 1998 wmurowano od strony Motławy tablicę, upamiętniającą Alexandra von Humboldta i jego związki z Gdańskiem, w tym honorowe członkostwo w gdańskim Towarzystwie Przyrodniczym.

## Galeria

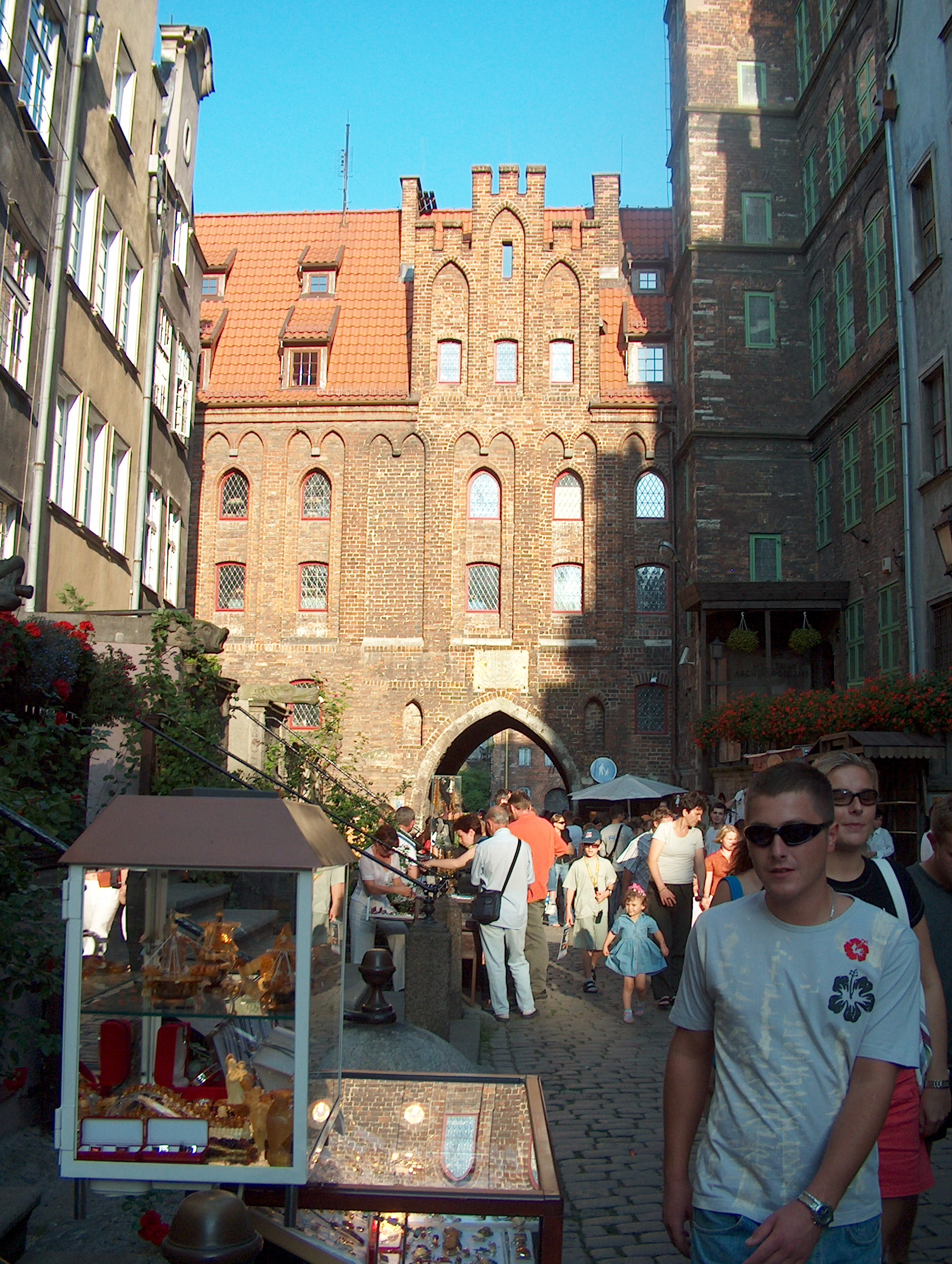
Brama od strony ul. Mariackiej. Zdjęcie z 2001 – herb Gdańska nad przejazdem bez polichromii, jedynie ze złoceniami
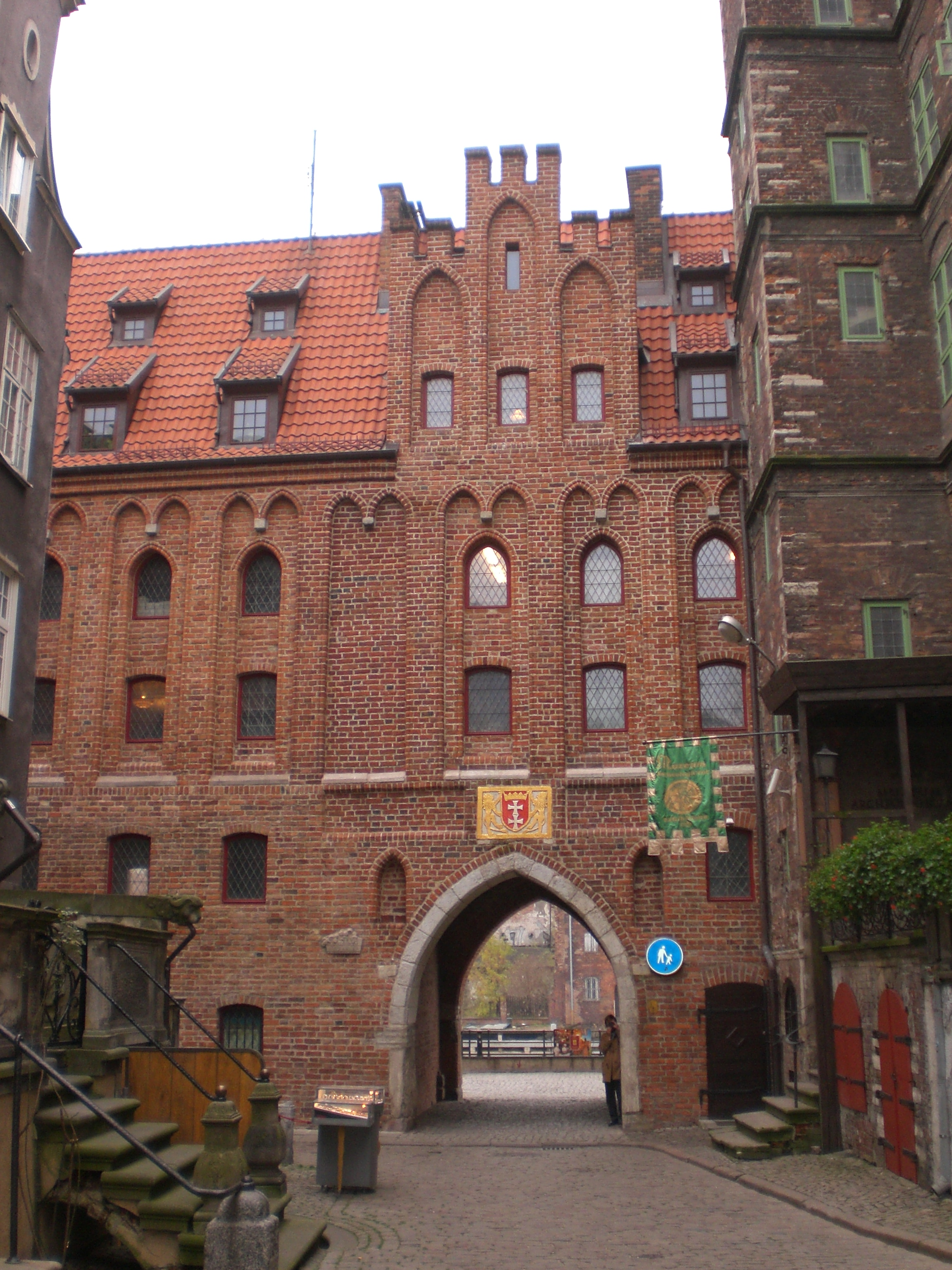
Brama od strony ul. Mariackiej i herb Gdańska z polichromią, odtworzoną w 2006
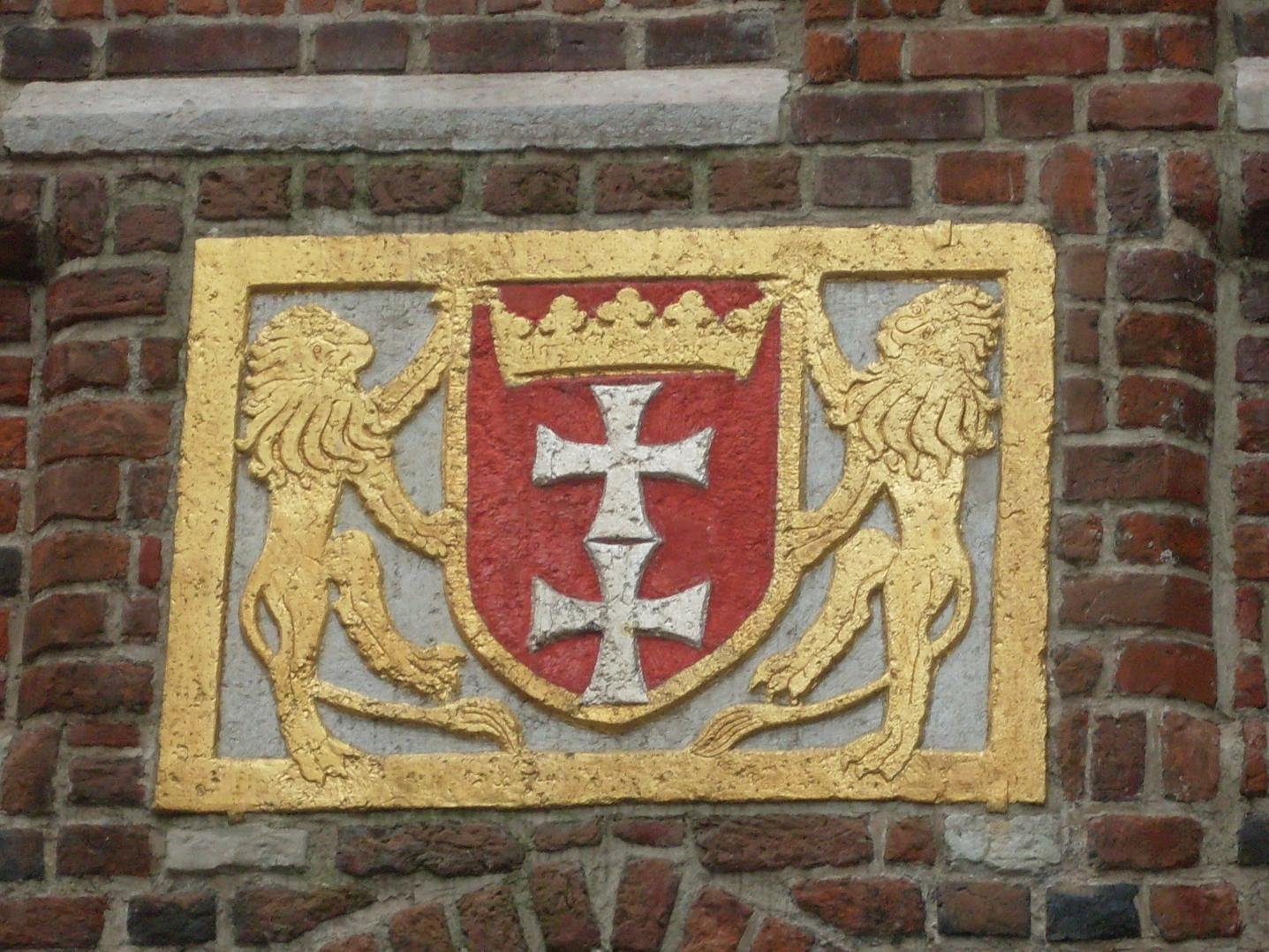
Herb od strony ul. Mariackiej
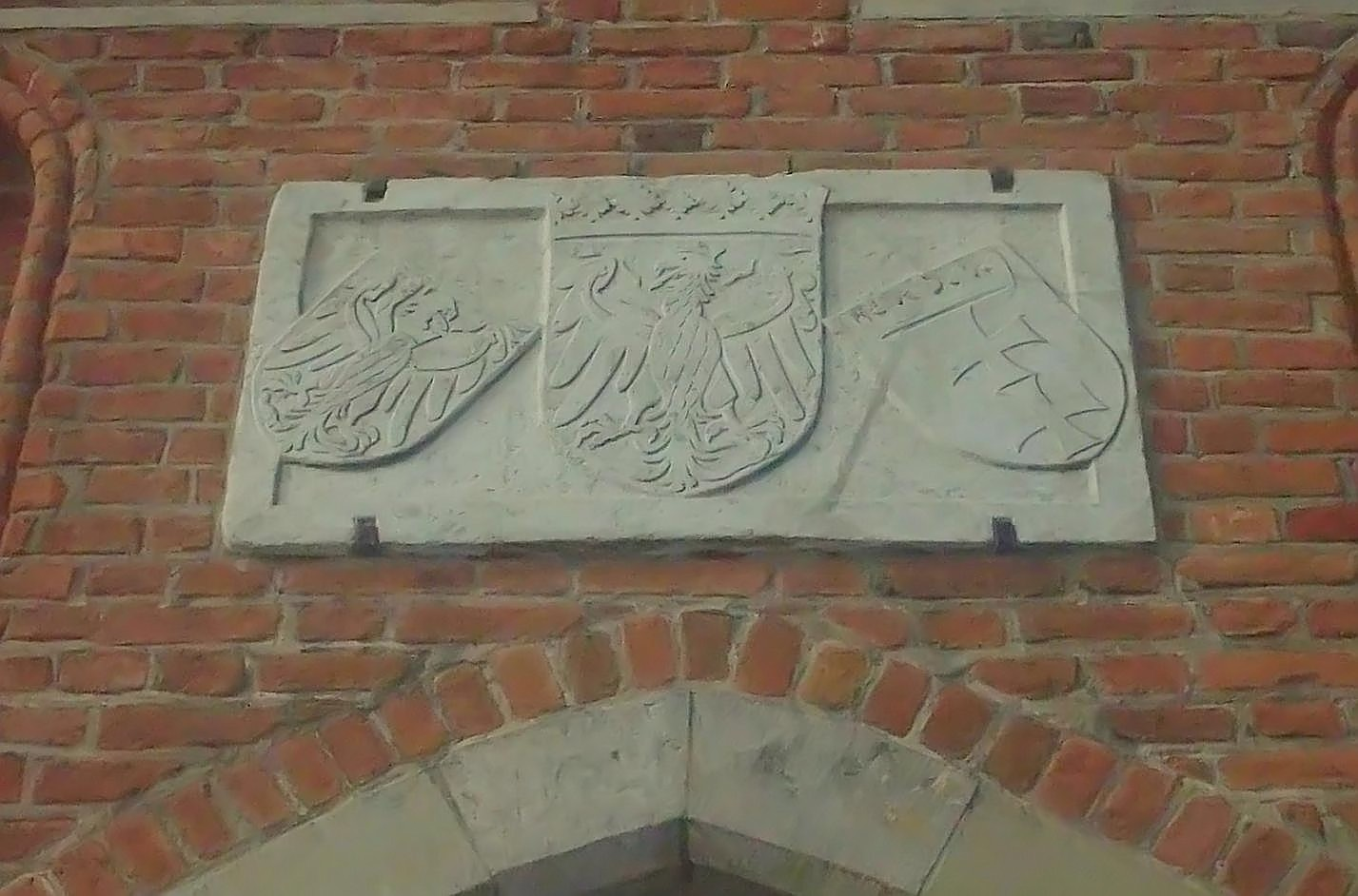
Herb od strony Motławy
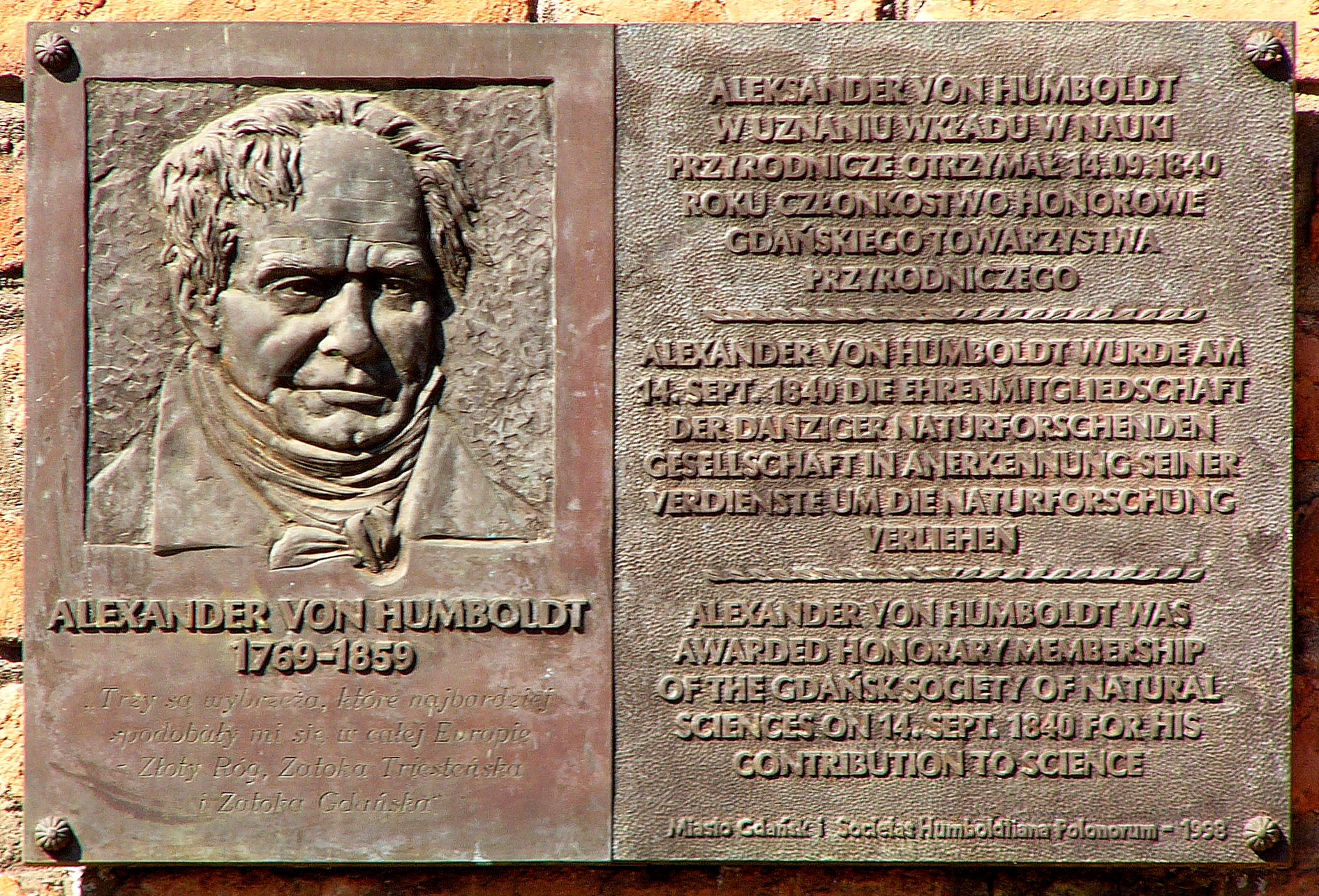
Tablica upamiętniająca Alexandra von Humboldta